# 21644 Vinay
21644 Vinay este un asteroid din centura principală de asteroizi.

## Descriere
21644 Vinay este un asteroid din centura principală de asteroizi. A fost descoperit pe 13 iulie 1999 la Socorro, New Mexico, în cadrul proiectului LINEAR. Asteroidul prezintă o orbită caracterizată de o semiaxă mare de 2,41 ua, o excentricitate de 0,21 și o înclinație de 9,1° în raport cu ecliptica.